# Bagdadia
Bagdadia là một chi bướm đêm thuộc họ Gelechiidae.